# Христов, Александр
Александр Иванов Христов (28 июля 1964, Пловдив) — болгарский боксёр легчайшей весовой категории, выступал за сборную Болгарии во второй половине 1980-х — первой половине 1990-х годов. Серебряный призёр летних Олимпийских игр в Сеуле, чемпион Европы и мира, обладатель Кубка мира, победитель многих международных турниров и национальных первенств.

## Биография
Александр Христов родился 28 июля 1964 года в городе Пловдив. В детстве мечтал стать футболистом, тренировался в футбольной секции, играл на поциции левого флангового полузащитника в местной команде «Чавдар» и даже был приглашён в юниорскую сборную Болгарии. Но в какой-то момент родители запретили ему играть в футбол из-за плохих оценок в школе, поэтому тренировки пришлось прекратить. Активно заниматься боксом начал в возрасте шестнадцати лет в боксёрском зале при спортивном клубе «Локомотив» у тренера Йордана Ковачева, первого серьёзного успеха на ринге добился в 1984 году, когда в легчайшем весе одержал победу на чемпионате балканских стран. Год спустя дошёл до финала на чемпионате Европы в Будапеште, но в решающем матче со счётом 1:4 уступил югославу Любише Симичу. В 1986 году впервые поучаствовал в зачёте взрослого чемпионата мира, на соревнованиях в американском городе Рино в четвертьфинале его выбил кореец Мун Сон Гиль, ставший в итоге чемпионом, кроме того, побывал на Играх доброй воли в Москве, где тоже не сумел попасть в число призёров. На европейском первенстве 1987 года в Турине одолел всех своих соперников, в том числе таких титулованных боксёров как Рене Брайтбарт и Юрий Александров в полуфинале и финале соответственно, выиграв таким образом золотую медаль.
Благодаря череде удачных выступлений удостоился права защищать честь страны на летних Олимпийских играх 1988 года в Сеуле, сумел пробиться в финал, где проиграл американцу Кеннеди Маккинни, будущему чемпиону мира среди профессионалов. Тем не менее, получив серебряную олимпийскую медаль, Христов вынужден был приостановить карьеру из-за обнаруженных опухолей в мышцах левой руки. В течение двух лет он проходил интенсивное лечение, сумел победить болезнь и в 1990 году вновь вернулся на ринг.
После возвращения в большой спорт Александр Христов долгое время не мог попасть в основной состав сборной Болгарии, проигрывал национальные чемпионаты и выступал в основном на второстепенных турнирах. В 1993 году ему всё-таки удалось захватить лидерство в легчайшем весе, спортсмен побывал на чемпионате Европы в Бурсе, где проиграл победителю турнира Раимкулю Малахбекову, и завоевал золото чемпионата мира в Тампере, одолев в финале кубинца Хоэля Касамайора, недавнего олимпийского чемпиона. Год спустя Христов продолжил показывать хорошие результаты, в частности выиграл Кубок мира в Бангкоке. В 1996 году получил бронзовую медаль на чемпионате Европы в Вайле и съездил на Олимпийские игры в Атланту, где, однако, в первом же матче потерпел поражение от малоизвестного венесуэльского боксёра Карлоса Барреты. Вскоре после этого турнира Христов принял решение окончательно завершить карьеру, всего на любительском уровне он провёл 380 боёв, из них был проигравшим лишь в 15-и.